# VfL Kassel
VfL Kassel is een Duitse sportclub uit Kassel. De club is het meest bekend voor zijn voetbalafdeling, maar is ook actief in gymnastiek en taekwondo.

## Geschiedenis
Op 22 februari 1909 werd SV Hessen 09 Cassel opgericht. In 1917 fuseerde de club met turnvereniging Aelterer TV 1886 en werd zo TuSpo 1886 Cassel. In 1918/19 speelde de club voor het eerst in de hoogste klasse van de Hessisch-Hannoverse competitie. Na één jaar onderbreking speelde de club opnieuw in de hoogste klasse, die uit drie reeksen bestond. De club eindigde in de middenmoot, maar omdat het volgende seizoen er nog maar één reeks was degradeerden meerdere ploegen.
In 1924 besliste de Deutsche Turnerschaft dat turnclubs en balsportclubs niet langer onder één dak mochten zijn en de voetballers werden weer zelfstandig onder de oude naam Hessen Cassel. In 1933 volgde terug een fusie met de turners en de naam werd nu TuSpo 86/09.
Na de Tweede Wereldoorlog werden alle Duitse clubs ontbonden. Er ontstond een nieuwe vereniging met de naam SG Kirchditmold. Op 24 juni 1947 fuseerde de club met VfL Rothenditmold (voorheen Spielverein 06) en nam de naam VfL Kassel aan. In 1948 splitste Spielverein 06 zich van de club af, en het resterende gedeelte bleef verder spelen onder de naam VfL Kassel.